# TaleSpin (NES)
TaleSpin — видеоигра в жанре горизонтального скролл-шутера, разработанная компанией Capcom по мотивам мультипликационного сериала «Чудеса на виражах» (Disney Television Animation) в 1991 году. Игра была выпущена для игровых приставок Nintendo Entertainment System и Game Boy. Также другими компаниями были разработаны одноимённые игры в жанре платформера для Sega Mega Drive, Sega Game Gear и TurboGrafx-16.

## Игровой процесс
Игрок управляет одноместным самолётом, которым управляет медведь Балу. Игра состоит из восьми уровней, которые имеют длинные секции с горизонтальной и короткие секции с вертикальной прокруткой. В конце каждого уровня присутствует босс.
Особенностью игрового процесса является возможность в любой момент разворачивать самолёт в обратном направлении. В горизонтальных секциях при этом меняется направление прокрутки. При развороте самолёт стреляет справа налево, также возможна стрельба по диагонали при стрельбе с одновременным движением вверх или вниз.
При прохождении уровня игрок собирает мешки и сундуки с деньгами для магазина, который появляется между уровнями. В нём игрок может приобрести улучшения брони и вооружения для самолёта.